# Armenian Standard Code for Information Interchange

ArmSCII

Armenian Standard Code for Information Interchange (Armenischer Standardcode für Informationsaustausch, ARMSCII) ist ein Zeichensatz, der für die Zeichenkodierung des armenischen Alphabetes in Computersystemen benutzt wird.
Die Zeichenkodierung ist durch den armenischen nationalen Standard 166-97 definiert. ARMSCII verwendet nur ein einzelnes Byte zur Kodierung. Der internationale Zeichensatz-Standard Unicode ersetzt den nationalen Standard ARMSCII vollständig.
Die folgenden Varianten sind definiert:
- ARMSCII-7, beschrieben in AST 34.005, ist eine 7-bit Kodierung, die keine lateinischen Buchstaben enthält.
- ARMSCII-8, beschrieben in AST 34.002, ist eine 8-bit Kodierung als Erweiterung des ASCII-Zeichensatzes.
- ARMSCII-8a, beschrieben in AST 34.002, ist eine alternative 8-bit Kodierung als Erweiterung des ASCII-Zeichensatzes.

ARMSCII-8 ist bestimmt für die Benutzung auf Unix- und Windows-Computersystemen, und für den Informationsaustausch im WWW und per E-Mail.
ARMSCII-8a ist bestimmt für die Benutzung auf DOS- und Mac-Computersystemen.